# Olympos, Cypern

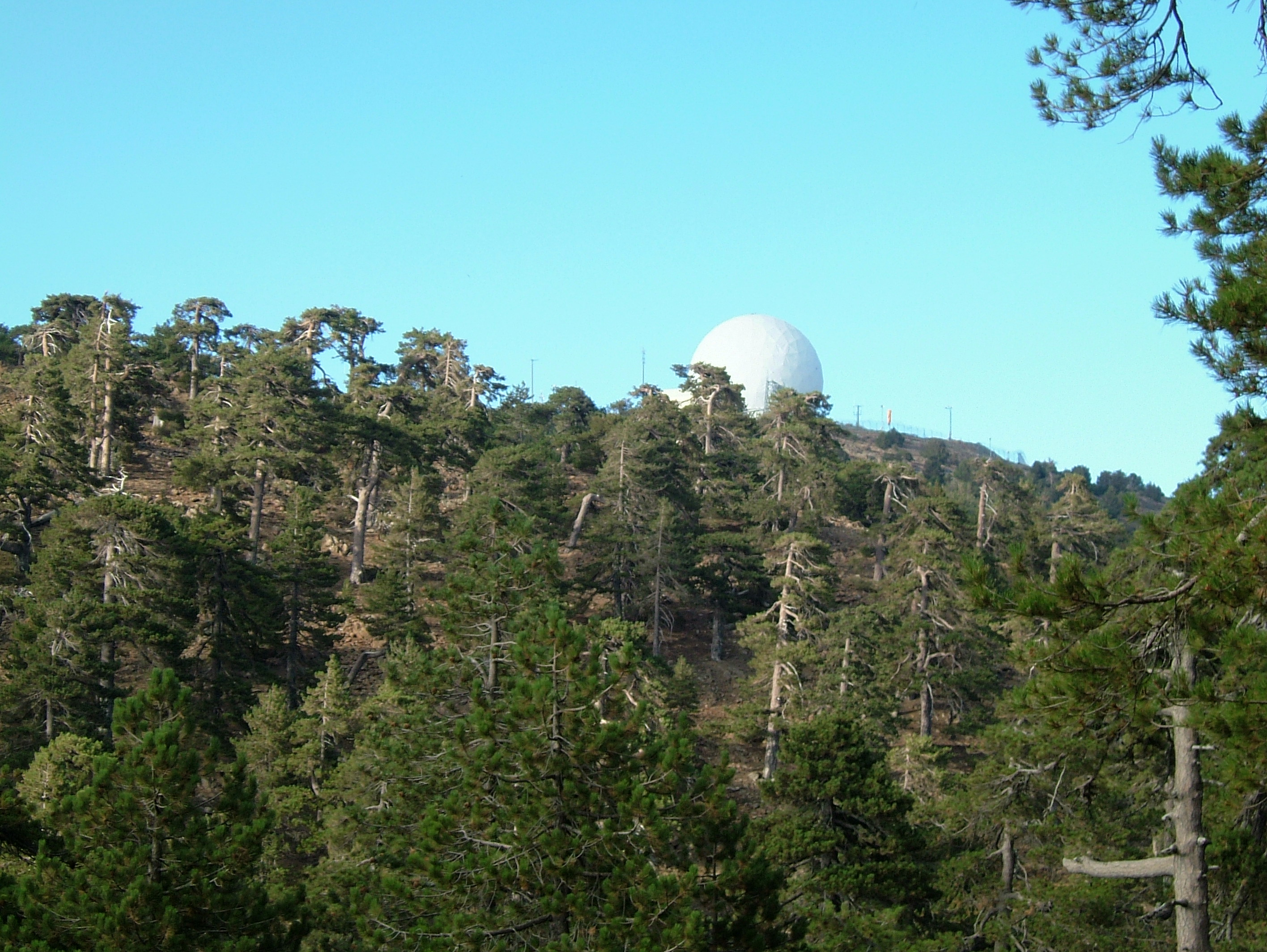
Olympos bergstopp sommartid med den brittiska radaranläggningen

Olympos eller Chionistra är Cyperns högsta berg.  Det är 1 952 meter högt och är ett av bergen i Troodosbergen. Det ligger i distriktet Eparchía Lemesoú, i den centrala delen av landet, 50 km sydväst om huvudstaden Nicosia. En brittisk radar med lång räckvidd finns på toppen.
På ett av dess utsprång låg ett tempel tillägnat höjdernas Afrodite (grekiska: ἀκραία), som kvinnor var förbjudna att stiga in i.
Terrängen runt Olympos är huvudsakligen kuperad, men åt sydost är den bergig. Trakten runt Olympos är glesbefolkad, med 14 invånare per kvadratkilometer. Närmaste större samhälle är Léfka, 19,5 km norr om Olympos. Trakten runt Olympos är huvudsakligen savannskog.

## Världsarvsstatus
Berget är sedan 4 februari 2002 uppsatt på Cyperns tentativa världsarvslista.